# Franciasaláta
A franciasaláta jobbára főtt zöldségekből, majonézes-tejfölös mártással készített hidegkonyhai készítmény, mely az orosz hússalátához hasonlít, azzal a különbséggel, hogy a franciasalátába nem kerül hús, a zöldségeket pedig kockára aprítják.

## Eredete
Egyes források szerint az orosz hússaláta receptje Magyarországra egy 1939-es szovjet szakácskönyvből került, és ez módosult később franciasaláta elnevezésre.
Ugyanakkor, már az 1920-as és 30-as évek elején is léteztek franciasaláta elnevezésű ételek a magyar gasztronómiában, amelyek néhány összetevője megegyezik az orosz hússalátáéval, illetve a ma franciasalátaként ismert ételével. A Magyarság című napilap 1926-os egyik számában például a franciasaláta összetevői zeller, petrezselyemgyökér, főtt, metéltre vágott csirkehús, főtt burgonya, hámozott uborka és alma, a mártáshoz pedig tojássárgájából és olajból kevert majonézt, kevés mustárt, hagymát, kapribogyót, metélőhagymát, fehérbort és tejfölt adnak. A Tolnai Világlapja 1933-ban franciasalátaként olyan ételt nevez meg, melyhez vizes uborkát, főtt burgonyát, főtt tojást összekevernek tojássárgájából, mustárból, tejfölből, sóból és cukorból álló mártással. A Pesti Napló 1937-es leírása már egészen hasonló a mai recepthez: „ecetes uborka, keménytojás, alma, főtt burgonya, párolt sárgarépa, zeller, apró kockákra vágva, párolt zöldborsó, megsózva és sűrű tartármártással elkeverve”.

## Elkészítése
A franciasalátának ma sincs egységes receptje, többféle variációja létezhet, készülhet burgonyával és burgonya nélkül is. Általában azonban a burgonya mellett főtt tojást, ecetes uborkát, almát, párolt vagy főtt zöldborsót és sárgarépát tartalmaz, a mártás pedig majonézzel, mustárral és tejföllel készül, bár van, aki csak majonézzel készíti. Kerülhet bele citromlé is.
Horváth Ilona szakácskönyvének első kiadásában is hasonló recept szerepel, amely azonban tartalmaz petrezselyemgyökeret és zellert is. Tartármártással ajánlja készíteni. Másik verziót is közöl, melyben levesből megmaradt, kockára vágott húst is lehet a salátába keverni, ekkor főételként ajánlja tálalni.
A franciasaláta készen is kapható, illetve mélyhűtött franciasaláta-zöldségkeveréket is lehet kapni az üzletekben.